# アジア新世代研究所
アジア新世代研究所（ -しんせだいけんきゅうじょ）は、NHK衛星第1テレビジョンで放送されたテレビ番組である。2007年1月に実施されたNHKのBS大幅改編で誕生した。日本で学ぶアジア圏出身の留学生と各界の専門家がディベートする100分番組である。

## キャスター
- 高山哲哉

## ゲスト
数字は放送回。
1. チョ・ヘリョン
2. インリン

## コメンテーター
- 真田幸光（愛知淑徳大学教授）

## これまでのテーマ
- 「労働人材の流動化」（2007.1.28）
- 「感染爆発を防げ」（2007.3.31）